# جون بيترسون (مصارع رياضي)
جون بيترسون (بالإنجليزية: John Peterson)‏ هو مصارع رياضي أمريكي، ولد في 22 أكتوبر 1948 في ويسكونسن في الولايات المتحدة.

## وصلات خارجية
- جون بيترسون على موقع قاعدة بيانات المصارعة الدولية (الإنجليزية)
- جون بيترسون على موقع أوليمبيديا (الإنجليزية)